# X-23
X-23, codinome de Laura Kinney, é uma superherói fictícia do quadrinho americano, uma "filha" clone do personagem Wolverine criada pelo escritor Craig Kyle para a série de televisão X-Men: Evolution (2003), publicado pela editora norte-americana Marvel Comics, mais comumente em associação com os X-Men. Desde então, ela encabeçou duas minisséries de seis edições escritas por Kyle e Christopher Yost, uma - série gravada e auto-escrita escrita por Marjorie Liu e All-New Wolverine de Tom Taylor.
X-23 uma clone criada pela organização Hydra, para ser a máquina de matar perfeita. Durante anos, ela provou ser uma assassina trabalhando para a organização Instalação. Uma série de tragédias eventualmente à levou ao Wolverine e aos X-Men. Ela frequentou a escola na Mansão X, e eventualmente tornou-se membro da X-Force. Como o Wolverine, X-23 tem um fator de cura regenerativo e sentidos aprimorados, velocidade e reflexos. Ela também tem garras de osso retrátil revestidas com adamantium nas mãos e nos pés. Em 2015, a personagem convenceu seu "pai" à permiti-la adotar o nome e o traje do Wolverine na série All-New Wolverine.
A personagem apareceu em adaptações, incluindo filmes animados e séries de TV e videogames. Ela foi interpretada por Dafne Keen no filme de 2017 Logan e no filme de 2024 Deadpool e Wolverine.

## Biografia ficcional

### "Inocência Perdida"
Um programa secreto é encarregado de replicar o experimento Arma X original que ligou adamantium ao esqueleto de Wolverine. O projeto é levado em uma nova direção: o Dr. Martin Sutter recruta a renomada geneticista mutante Dr. Sarah Kinney para desenvolver um clone de Wolverine. Também na equipe está o protegido de Sutter, o Dr. Zander Rice, que foi criado por Sutter depois que seu pai foi morto pelo Arma X original.
Uma vez que a única amostra genética de Arma X está danificada, Kinney é incapaz de salvar o cromossomo Y. Kinney propõe a criação de um gêmeo genético feminino. Seu pedido é negado, com Rice se opondo à ideia. Após 22 tentativas falhadas de reconstituir o DNA usando um cromossomo X duplicado, a 23ª amostra produz uma amostra viável para combinar com um embrião. Embora Kinney tenha permissão para prosseguir, Rice exige vingança por sua insubordinação, forçando-a a agir como a mãe substituta do espécime. Durante nove meses, cada movimento de Kinney é monitorado. Finalmente, nasce a "X-23".
Após sete anos, Zander Rice submeteu X-23 ao envenenamento por radiação para ativar seu gene mutante. Ele extrai suas garras, as reveste com adamantium e as reinsere de volta em suas mãos e pés sem o uso de anestesia. Que cria um "cheiro de gatilho" que leva X-23 a uma fúria assassina quando ela o detecta. Sendo então treinado para ser  assassino de aluguel, ordenou matar "qualquer um... todos... por um preço".
A sobrinha de Kinney Megan é sequestrada por um assassino em série; ela contrabandeia o X-23 das instalações para resgatá-la. X-23 rastreia o seqüestrador em seu apartamento, mata-o e libera Megan. Kinney é demitida quando ela retorna e é acompanhada pela base. Pouco tempo depois, Rice atribui o X-23 para eliminar a Sutter e sua família. Ele ordena que ela mantenha o segredo. X-23 revela a Sarah que Rice é responsável pelos assassinatos. Antes de Kinney, Rice revela uma câmara contendo as vagens de incubação para os indivíduos X-24 através do X-50.
Kinney elaborou uma carta para sua filha, atribuindo-lhe uma missão final: destruir as vagens e matar o arroz. X-23 consegue e encontra sua mãe, e eles se preparam para fugir. No entanto, antes de sua morte, Rice expôs Kinney ao aroma de gatilho. X-23 entra em um frenesi assassino e mata sua mãe. Enquanto ela morre, Kinney diz ao X-23 que seu nome é Laura e que ela a ama e entrega a carta e as fotos de Charles Xavier, Wolverine e do Instituto Xavier.

### Alvo X
Depois de ser preso por agentes da S.H.I.E.L.D., X-23 desperta vinculado e amordaçado na companhia de Capitão America e Matt Murdock, que procedem a interrogá-la sobre o passado dela. X-23 descreve como ela viajou para São Francisco e localizou Megan e Debbie (a irmã de sua mãe). Apresentando-se como a filha de Sarah, ela se move com eles. Embora Megan experimente pesadelos vívidos de seu sequestro, sua família acredita que essas são fantasias absurdas. X-23 informa Megan que o homem em seus pesadelos era realmente real e que ela o matou.
O namorado de Debbie acaba por ser um agente da Facilidade que foi instruído a manipular o X-23 para matar Megan e Debbie usando o aroma de gatilho. O agente evita a atribuição derramando o cheiro do gatilho em si mesmo e é morto pelo X-23. Os agentes da instalação torcem a casa, liderados pela mulher que serviu como manipuladora do X-23, Kimura. Kimura tratou X-23 com dureza na instalação, punindo-a mesmo se as missões fossem de acordo com o plano.
O X-23 consegue conseguir Megan e Debbie com segurança, algemando Kimura para um radiador e, em seguida, desencadeando uma explosão na casa, comprando algum tempo. Depois do X-23 e da Megan, o X-23 decide confrontar o homem que fez sua criação possível, Wolverine. O X-23 controla Wolverine para a mansão de Xavier e o envolve em uma batalha, derrotando-o usando táticas e manobrabilidade. Ela não mata Wolverine, em vez disso, dizendo-lhe por que ela veio. Wolverine revela que ele está ciente da provação do X-23, tendo recebido uma carta detalhada de sua mãe. A conversa é interrompida quando o Capitão América vem prender Laura.
Apesar do caos em seu passado, Matt Murdock aceita a inocência do X-23. Capitão América quer o X-23 para expiar os assassinatos que cometeu. Ele finalmente liberta o X-23 para evitar S.H.I.E.L.D. explorando-a como sua própria arma.

### NYX
X-23 superfícies em Nova York e é levado por um proxeneta chamado Zebra Daddy. Ela trabalha como uma prostituta que atende a clientes sadomasoquistas. O X-23 continua a cortar-se com suas próprias garras, é principalmente mudo e prova ser incapaz de libertar-se da garganta de Zebra Daddy. Ao conhecer Kiden Nixon, um jovem mutante com a capacidade de congelar o tempo em perigo, e Tatiana Caban, um mutante que pode assumir os atributos físicos de quem e qualquer que seja que tenha entrado em contato com o sangue, o X-23 começa a vir em seus sentidos. Embora ela fique longe de Zebra Daddy, ele a acompanha. Com a ajuda de seus novos amigos (e o mutante chamado Bobby Soul), Zebra Daddy e seus bandidos são derrotados: o X-23 o mata para salvar a vida de seus amigos. X-23 abandona seus novos amigos, mas eventualmente se choca com eles uma última vez quando em uma investigação com Wolverine.

### X-Men
X-23 toma um trabalho como uma garçonete na discoteca "Wannabee's temática de mutantes" no distrito de Mutant Town, em Nova York. Ela defende Jade Parisi, filha do chefe da máfia Don Parisi, contra alguns bandidos que a repreendem por ter um namorado mutante. X-23 mata alguns dos bandidos e ajuda Jade a escapar e se esconder. As mortes involuntariamente implicam Wolverine, levando seus colegas de equipe a investigar. X-23 ataca Wolverine à vista, mas ele finalmente a acalma. Ela dirige os X-Men para a filha de Parisi. Depois de ajudar os X-Men contra o mutante de Parisi Geech, o X-23 foge da cena. Este encontro revelou-se posteriormente parcialmente organizado entre X-23 e Wolverine para que ela se encontre e se alie com os X-Men sem revelar seu passado.
Mais tarde, ela retorna para ajudar os X-Men a salvar vítimas de um acidente de carro, após o que foi inscrito no Xavier Institute e atribuído um quarto com Rachel Summers e Kitty Pryde. O X-23 se comporta de forma protetora em direção a Wolverine, observando-o nos monitores de segurança da mansão e até mesmo atacando seu colega de equipe, Bishop, depois de instalar Wolverine durante uma sessão de treinamento.
Durante uma de suas sessões nos monitores da mansão, um pico de energia anômalo leva o X-23 a investigar. Ela encontra Homem-Aranha na fonte do sinal; confundi-lo com um inimigo, ela o ataca. O par, em última instância, se juntou para salvar o jovem mutante Paul Patterson de uma versão alternativa de Iron Man conhecida como Iron Maniac. A chegada do Capitão América e da viúva negra super espião ajuda a virar a maré, com o Homem-Aranha e o X-23 destruindo o equipamento do Iron Maniac usando sua própria versão do Classic Fastball Special.
O X-23 secretamente segue Wolverine em sua investigação de atividade estranha nas Montanhas Rochosas canadenses. Emboscados pelos Hauk'ka, evoluíram Saurianos da Terra Selvagem, o X-23 consegue escapar e alertar os X-Men. Viajando para o Savage Land, o X-23 e o X-Men team-up com o Lorde Savage Land Ka-Zar e seus aliados, o Savage Land Mutates, para evitar que o Hauk'ka destrua a civilização humana ao exercer controle sobre o tempo-manipulação X-Man, Tempestade.

### Capitão Universo
X-23 é habilitado pela Uni-Power cósmica para se tornar Capitão Universo. Ela rapidamente descobre que A.I.M. está buscando o Uni-Power na esperança de usá-lo contra seus inimigos. Ela concorda em ajudar a Uni-Power, e viaja com um S.H.I.E.L.D. agente chamado Scorpion para um segredo I.M.A. esconderijo. Lá, eles descobrem informações sobre a Uni-Power que está sendo transferida para outra instalação. O Scorpion tenta copiar as informações, mas é interrompido pela X-23. O Escorpião é então ordenado a levá-la à prisão preventiva, mas cobre-a em vez disso e permite que X-23 escape. No final da questão, o Uni-Power se despedida do X-23, e as partes com ela.

### "Dizimação"
Após os acontecimentos de "Dinastia M" e "Dezimação", o X-23 foi um dos poucos mutantes a manter seus poderes. O X-23, que já havia deixado o instituto fora do painel, retorna ao X-Mansion à insistência de Wolverine. Laura desenvolve uma atração para Julian Keller, aka Hellion. Após um bombardeio na escola por fanático religioso anti-mutante Reverendo William Stryker, o X-23 confronta Stryker em seu complexo e mata três de seus Purificadores, resgatando seus camaradas.
Quando Surge recebe uma chamada de socorro da Forge, o X-23 acompanha o New X-Men. Embora a equipe desabilite a unidade Nimrod, X-23 é gravemente ferido e não consegue curar-se. Para salvar o X-23, Hellion convence Emma Frost para desbloquear seu potencial telekinetic, aumentando seus poderes (e, portanto, sua velocidade) para um nível pensado impossível por um O.N.E. guardião sentinela. Isso permite que eles voltem para a mansão a tempo de Laura ser curada por Elixir.

### Mercury Falling
Enquanto Laura está ligando café com Cessily, o café é atacado por Kimura e seus minions, que por sua vez capturam Cessily. Depois que Laura retorna à escola, ela e Hellion vão para localizar o paradeiro da Facilidade. X-23 interroga um homem no ponto da arma e, ao obter a informação, dispara na cabeça. Hellion informa que o assassinato não será mais uma parte da técnica de interrogatório.
X-23 e Hellion se infiltram na Facilidade e depois de um encontro com Kimura, os dois logo encontram Cessily em forma líquida, mal capaz de compor. Eles são atacados pelo Predator X, que absorveu a pele líquida líquida de Cessily. X-23 e Hellion decidem recuar, mas são perseguidos pelos Predadores. O grupo está novamente emboscado, apenas para ser resgatado pelos X-Men surpreendentes e novos X-Men. As duas equipes colocam as tabelas sobre os atacantes e derrotam as tropas restantes da instalação. Durante o shuffle, o Predator restante escapa.
Algum tempo depois, Emma Frost encontra Kimura tentando assassinar o X-23 e a enfrenta, apagando o momento feliz na vida de Kimura, e sugerindo psíquicamente que a tarefa de Kimura agora é caçar os membros restantes da Facilidade e matá-los.

### "Complexo de Messias"
Durante o enredo de "Complexo de Messias" 2007 - 2008, Cyclops, monta uma nova equipe de encarnação X-Force que inclui Laura, Wolverine, Wolfsbane, Caliban, Warpath e Hepzibah. Durante o confronto da equipe com Lady Deathstrike X-23 quase mata Deathstrike em vingança pelo ataque de Deathstrike contra Hellion. X-23 também economiza a vida de Wolverine ao matar Scrambler logo antes de mexer o fator de cura de Wolverine.
Seguindo "Complexo de Messias", Cyclops forma uma encarnação de operações pretas da X-Force para lidar com as ameaças preventivamente. Ele projeta o X-23 para esta equipe, embora isso o coloque em conflito com Wolverine, a quem ele não consultou nesta decisão antes. Wolverine pede a X-23 que reconsidere isso, avisando-a da vida que ela está desistindo, continuará nesse caminho, mas o X-23 finalmente decide ocupar seu lugar nesta equipe. Seu conflito com Wolverine se repete em sua observação de que ela é imprudente com a vida dos outros.

### Guerra do Messias
No enredo de "Guerra do Messias" de 2009, os X-Men mudaram-se para San Francisco, onde são aceitos como heróis pelo prefeito, rejeitando a Iniciativa do Cinquenta Estados. X-23 finalmente se reuniu com Kiden Nixon, que ela mesma faz sua primeira aparição fora da série NYX. Esta futura versão de Kiden é revelada como um disruptor da tecnologia de viagem no tempo, que ameaça armadilhar X-Force, Cable e Hope nesta era. Enquanto X-23 agoniza sobre se matar o Kiden Domino, ele mata fatalmente a própria Kiden. Em um enredo subseqüente, o X-23 remonta no tempo para salvar o Boom Boom quando Domino e Proudstar são neutralizados. Durante o curso desta missão, o braço esquerdo de X-23 é cortado de seu corpo. Ela é resgatada pela X-Force, levando ao enredo "Necrosha" 2009 - 2010, que vê o X-23 reunido com seus amigos da série NYX.

### "Segunda Vinda"
X-23 é mostrado como parte do "Alpha Roster" de Cyclops no decorrer do arco da história "Segunda Vinda". Laura, juntamente com a maior parte da X-Force, acompanha o Cable e o Cypher para o futuro na tentativa de desligar a invasão de Nimrod. Seguindo a Cypher superando com sucesso a programação, Laura tenta retornar pelo portal temporal, apenas para sustentar feridas horríveis. O portal evita que qualquer matéria orgânica percorra. Isso leva Cable a sacrificar-se, permitindo que seu vírus tecno-orgânico o amete, forçando o portal aberto e permitindo que a equipe volte para a Utopia.
Na sequência da "Segunda Vinda", Wolverine corta X-23 da equipe, explicando-lhe que depois de uma vida de seguir as ordens dos outros, ela precisa aprender a fazer suas próprias escolhas e seguir seu próprio caminho. X-23 subsequentemente segue o ex-cientista da armadilha X Detlef Metzger, com a intenção de capturá-lo antes que ele possa realizar experimentos usando um frasco de sangue de Wolverine. Em vez disso, Metzger é sequestrado por um grupo de soldados dos EUA, enquanto o X-23 percebe que Daken a observou.

### Aventuras solo (X-23 vol. 3)

#### The Killing Dream
X-23 começa a ter pesadelos apocalípticos envolvendo um Wolverine demoníaco pedindo que ela seja sua "mão direita no inferno". Devido a isso, ela dorme para não causar despertar entre os seus companheiros de quarto. Uma fenda surgiu entre ela e seus ex-companheiros de equipe, que agora desconfiam dela devido a ela ter sido parte da X-Force. Os únicos que estão com ela são Dust e Hellion. Ela surpreende agradavelmente a Hellion quando ela lhe diz que sentiu falta dele, e os dois compartilham um breve momento. No entanto, o antagonismo de Surge com as forças da Laura Cyclops para intervir. Ele então diz a ela para visitar uma casa de meio caminho em San Francisco para antigos mutantes que estão tentando viver vidas normais. À medida que entra no prédio, ela de repente experimenta uma visão semelhante aos seus sonhos com o prédio em chamas e a ela cercada por cadáveres desmembrados.
Um flashback que abre o segundo capítulo de "The Killing Dream" mostra Wolverine e X-23 em um parque temático. Enquanto eles estão se preparando para a montanha-russa para lançar, Wolverine afirma que ele está adotando-a como sua filha. Quando trazido de volta ao presente, o fogo foi implícito para ser iniciado pelo diabo que possui Wolverine. Ele conhece o X-23 no hospital e aparentemente "mata" Hellion antes de mergulhar em sua mente. Ele tenta convencê-la a se juntar a ele como sua rainha no inferno. X-23 encontra sua "luz" interior e o expulsa de sua mente. Ela acorda ao descobrir que há sangue em todos os lugares, mas ela e Hellion estão bem. Ela também percebe um símbolo na mão dela (Marjorie Liu promete que o símbolo será um longo mistério). [31] Os X-Men estão perplexos com a situação dela e querem que ela fique para que possam "consertá-la", mas Gambit convence-os de outra forma. X-23 visita silenciosamente o quarto de Hellion (sem saber que sabia que estava lá) antes de sair da Utopia.

#### "Songs of the Orphan Child"
X-23 começa sua jornada para a autodescoberta. X-23, flanqueado por Gambit, encontrou uma jovem chamada Alice e testemunha que ela foi assassinada. No entanto, eles encontram Alice no dia seguinte, muito vivo e bem. Encorajando-os a segui-la para um laboratório peculiar do deserto, Alice os apresenta à empregadora/mãe proprietária/adotiva: Claudine (Miss Sinister). Revelando-se abertamente para o X-23, Claudine explica que Alice também é um clone, o quarto de uma série de cinco criados por Essex como outro experimento ao lado de várias outras crianças que vivem no complexo. Ela então se expande em suas próprias origens, afirmando que o processo de se tornar o que ela lhe deixou é uma lembrança vaga, mas invasiva da vida de Essex e que, como uma presença maligna em sua mente. Ele está matando-a lentamente como um meio de auto-ressurreição. Ele até mesmo consegue se manifestar brevemente antes de ser reabsorvido de volta para ela. Claudine, então, incapacita o Gambito e as cintas X-23 para uma cadeira peculiar, afirmando seu objetivo de mudar seus corpos - herdando assim o fator de cura de Laura. Ela queria o fator de cura desde a punhalada, e espera que a liberte de Essex. O plano é contraproducente quando Essex, de fato, controla o corpo de Laura e a usa para ferir Mortal Claudine de novo. Laura consegue superar a presença de Essex em sua mente, expulsando-a pela força da vontade. Laura, Alice e Gambit conseguem escapar do laboratório à medida que colapsa e providencia para que as crianças recebam novas casas antes de começarem a viajar novamente. Nos destroços deixados para trás, Claudine ainda não está viva e está sendo vigiada pelo quinto Alice Clone - o novo apresentador de Essex.

#### "Colisão"
Durante o enredo de "Colisão", X-23 e Gambit viajam para Madripoor em busca de Malcolm Colcord, um homem que quer reviver o programa Weapon X que criou Wolverine. Eles perseguem Daken na crença de que ele pode levá-los a Colcord e, mais tarde, alista a ajuda do chefe do crime, Tyger Tiger, para inventar um plano para livrar Madripoor de Colcord e Daken, mas depois de uma briga entre X-23 e Daken chegar a um Estraga, ela resolve que não precisa da ajuda de Daken, e mais tarde é levada em cativeiro. Daken ajuda a libertá-la porque, ele diz, ele sabia que Colcord quereria o X-23, uma vez que soube que Colcord estava reconstruindo o programa Arma X, mas permitiu que Colcord a capturasse para ver o que ele poderia aprender. Os dois estão gravemente queimados por uma bomba detonada por Colcord, antes que o X-23 e Gambit partem para Paris.
Em Paris, X-23 e Gambit perseguem a pessoa em posse do "aroma de gatilho" que envia X-23 a uma raiva berserk, e o DNA dela e Daken. Quando Gambit descobre que o X-23 ainda causa dano físico, contata Wolverine, que aconselha o X-23 a preencher seu coração com melhores lembranças. Gambit questiona Wolverine sobre por que ele nunca tratou o X-23 com a mesma compaixão do Jubileu. Wolverine admite que ele não tomou as decisões certas com X-23, um problema que ele pretende corrigi-lo para ambas as mulheres jovens.
X-23 e Jubileu subsequentemente se ligam às suas experiências comuns. Após a sua transformação em um vampiro, Jubliee passou a sentir que as pessoas que ela já considerou amigos agora estão com medo dela, uma dor com a qual o X-23 simpatiza, porque ela nasceu e cresceu para ser um assassino e encontrou a transição para a civilidade é difícil. Durante o enredo, o Jubileu auxilia Wolverine e Gambit em suas tentativas de acalmar o X-23 durante suas raivas berserker.

#### "Teoria do Caos"
Enquanto estava sonhando com um símbolo misterioso, Laura acorda em um táxi com Gambit em Nova York. Os dois se encontraram mais tarde com Cecilia Reyes, quando Gambit estava sangrando de sua virilha, e X-23 o deixou no cuidado de Cecilia enquanto ela procurava informações sobre Alex Cimini. Depois de encontrá-lo em um laboratório no Departamento de Física da Universidade, ela sai. Desconhecida para ela, uma luz brilhante aparece no laboratório que Alex estava. Enquanto caminhava na rua, Laura vê o mesmo símbolo de seu sonho no céu e em um homem. Um terremoto segue e o prédio próximo dela desmorona. Enquanto Laura estava ajudando uma mulher idosa a descer de um prédio, aparece Homem-Aranha e ajuda a derrubá-los. Laura e Spider-Man mais tarde veem o símbolo aparecendo no céu ao mesmo tempo, e ambos percebem que sonharam com o mesmo símbolo. Depois que os dois ajudam a salvar civis do edifício em colapso, Laura e Spider-Man são abordadas por Reed Richards, Susan Storm e Ben Grimm. A Fundação do Futuro traz a Laura de volta ao Edifício Baxter para executar alguns testes e descobrir que ela está emitindo as mesmas assinaturas de energia que foram responsáveis pelo terremoto. Mais tarde, um dispositivo mostra Reed e Valeria que Laura, Spider-Man e Sue estavam todos emitidos a mesma assinatura de energia. Spider-Man percebe que a energia que emite deles é envolvida com o Uni-Power que muda seres para o Capitão Universo. Ao discutir isso, Valeria ativa o dispositivo e Laura, Spider-Man e Sue são transportados para um mundo alienígena. Lá estão confrontados com monstros guerreiros. As criaturas são reveladas como os Whirldemons, criaturas encarceradas pelo Príncipe Wayfinder, que eventualmente se tornou a Enigma Force. Durante seu confronto com o rei Whirldemon, Laura descobre que o emblema em sua mão é uma marca associada à força Enigma, tornando-a herdeira final de seu poder. Ela se liga com a entidade pela segunda vez para reparar o selo evitando que os demônios escapem ao mundo de novo.

#### "Desaventuras de Babá"
X-23 cuida dos filhos de Reed e Susan, Franklin e Valeria. Ela está tentando decidir qual direção levar em sua vida. Valeria e Franklin Richards jogam com uma janela temporal, que desencadeia um dragão. Hellion aparece à medida que todos são transportados para um junkyard espacial. Hellion finalmente beija o X-23 apenas para ser rejeitado por ela dizendo que ela não tem mais sentimentos por ele. Jubileu parece dizer-lhe para voltar a Utopia para que ela possa tomar uma decisão sobre o lado do "cisma" que ela quer estar.

### X-23: Girls Night Out
X-23 é convidado por Wolverine para se juntar a ele. Ela responde perguntando se há outra opção.. Enquanto ela pensa sobre a escolha que ela fará, o X-23 vai dar um passeio com o Jubileu e pergunta por que ela escolheu o lado de Cyclops. Jubileu diz que ela escolheu ficar com Cyclops porque, como vampira, ela pode ouvir os batimentos cardíacos de todos à sua volta, e a faz com fome e quer comê-los. X-23 diz a ela que não vai machucá-los, mas Jubileu diz a ela que o impulso está lá e que ela precisa lutar tanto quanto ela precisa de sangue. Ela não pode estar com Wolverine porque tem medo de violar sua nova filosofia: se você é um garoto, você não luta, e ele a vê como uma criança. Jubileu diz ao X-23 que Logan a vê do mesmo jeito, ambos concordam que é uma merda. O telefone do X-23 toca como os outros precisam de uma resposta, mas eles ignoram e Jubilee diz ao X-23 que vá se divertir e dançar. O X-23 explica que não pode dançar, mas o Jubileu diz a ela que não importa porque ela é quente. X-23 diz que ela não está quente. No entanto, como eles vão, alguém os segue. Enquanto Jubileu estava dançando, o X-23 fica distraído ao olhar para alguém e reconheceu-o como a pessoa que assumiu a operação de Zebra Daddy. Ela e Jubileu atacam ele e seus homens e levam a garota que estava com ele desde que sabia onde estavam as outras garotas e como liberá-las. Enquanto pensam sobre o que fazer com as meninas, porque não podem simplesmente chamar a polícia, a Viúva Negra e alguns S.H.I.E.L.D. Aparecem agentes e levam as meninas para ajudá-los. Natasha oferece ao X-23 para chegar à Avengers Academy e ela aceita. No dia seguinte, ela diz a Logan o que aconteceu, e Wolverine diz que ele vai sentir falta dela e ele lamenta que ele não possa fazer melhor com ela. Ela diz que também vai sentir falta dele, então ela leva uma motocicleta e dirige a Academia.

#### Academia de Vingadores
Seguindo o enredo "Fear Itself" 2011, X-23 aparece como um dos alunos da nova Academia de Vingadores. A Academia vê que ela não precisa de nenhum treinamento de combate depois que ela lutou com Tigra. Depois que ela se apresentou aos outros alunos, ela explicou a Mettle a diferença entre matar um inocente e matar para proteger um inocente, dizendo-lhe que ele não é um psicopata, e que eles podem falar mais sobre isso em outro momento. Isso faz com que Hazmat se sinta com ciúmes. Finesse tornou-se amigo do X-23 devido à sua falta de emoção. Finesse também ficou no X-23 quando se opôs aos X-Men bloqueando seus alunos nos campos da Academia durante Vingadores contra X-Men. No entanto, sua amizade deu um passo pior quando Jeremy Briggs tentou libertar uma cura sobre-humana. Depois que Briggs tirou o X-23 e tentou acidificá-la, Finesse agarra os braços do X-23 e fatalmente apunhala Briggs nas artérias radiais e femorais, fazendo-o sangrar até a morte. X-23 primeiro pensou que ela o matou, mas quando descobre que era Finesse, ela estava furiosa. X-23 concorda em manter o segredo de Finesse, mas declara que eles não são mais amigos, perturbando Finesse.

#### Arena Vingadores
Após Vingadores vs. X-Men e a conclusão de Academia Vingadores, X-23 foi parte dos alunos sequestrados pela Arcade na Avengers Arena. Arcade os solta durante 30 dias em Murderworld para lutar pela sobrevivência. Em um flash avançado, mostra-se que no penúltimo dia, ela ataca Hazmat e está gravemente queimada, mas os resultados são desconhecidos quando o flash avançado termina. Os alunos da Academia estabeleceram um campo e enfrentam os Runaways quando Chase é enquadrado, mas X-23 logo é separado de Reptil e Hazmat quando Arcade cobre o grupo em cheiro de gatilho e Reptil evacua Hazmat. O X-23 então encontra Justin e ajuda-o a tirar sua sentinela. Quando Apex mata Justin e leva o Sentinel, o X-23 vai acompanhá-los e recuperá-los. Depois de quase ser morto por Apex, Arcade desencadeia o cheiro de gatilho em todo Murderworld para enviar X-23 em uma raiva berserker, em que ponto ela machuca Hazmat, como se vê no flash para frente. Cullen se transforma em um monstro gigante e luta contra o X-23, derrotando-a e deixando-a cair de sua raiva. Depois disso, o X-23 continua a ferir Hazmat até o Anachronismo entrar, irritado com a morte de Nara e segurando X-23 responsável, atacando o X-23 e salvando inadvertidamente Hazmat. Neste ponto, a maioria dos corpos do X-23 está gravemente queimada com radiação, e ela ainda está neste estado quando a competição termina e Nico, Chase, Cammi, Deathlocket e Anachronism chamam Hank Pym, Abigail Brand, Maria Hill, Capitão Grã-Bretanha , e Wolverine para pegar as crianças. O X-23 é carregado em um helicóptero SHIELD e é levado para partes desconhecidas, terminando sua afiliação com a Academia Vingadores.

### All-New X-Men
Ao contrário dos outros sobreviventes da Arena, X-23 não se juntou ao grupo para se infiltrar no Masters of Evil. Após os eventos da Avengers Arena, o X-23 é encontrado por Kitty Pryde e os X-Men originais deslocados no tempo. Ela é amnésica e está sendo caçada pelos purificadores.
Depois de ser encontrado por Kitty, Laura foi levada à sua base para se recuperar. Quando Laura acorda, com suas lembranças agora retornando, na antiga instalação da Weapon X, ela imediatamente tenta escapar. Teen Cyclops vai falar com ela, enquanto ele se aproximou do Teen Jean menciona ao time que Teen Cyclops "fantasia" Laura. Quando Laura aparece lá fora, ela é conhecida por Teen Cyclops, que a estava esperando. Teen Cyclops tenta acalmá-la, mas Laura apenas cessa de hostilidade depois de ter imaginado Teen Cyclops e descobrir que Teen Cyclops é quem ele diz que é.
As duas conversam, com o X-23 dizendo-lhe que não quer falar sobre o passado ou o que aconteceu com ela. De repente, Teen Cyclops a abraça com dificuldade, quando ela estava distraída e triste, porque achava que precisava de um abraço. Laura diz que não faz abraços, especialmente não com uma audiência enquanto Kitty, Teen Jean e Teen Beast os observavam. Teen Jean expressou um olhar muito conflituoso em seu rosto devido ao abraço e depois de ter lido parte da mente de Laura, então ela sabe o que aconteceu na Avengers Arena. Laura agradece por ajudá-la e sugere que eles levem a briga para os Purificadores, mas para que ela os rastreie, eles terão que devolvê-la para onde a encontraram.
Ao encontrar a base do Purificador, eles imediatamente partiram para atacá-los. No entanto, a luta não vai bem e toda a equipe é deixada inconsciente por Stryker Jr. quando Teen Jean aprende muito tarde que Stryker Jr. possui poderes próprios. X-23 também está com o All-New X-Men quando Teen Jean é sequestrado pelo Shi'ar e os X-Men se juntam aos Guardiões da Galáxia para salvá-la. Mais tarde, ela é atacada por Raze, que se disfarça de infiltrar-se na base de Cyclops. Em seguida, começa a namorar o Anjo mais novo e conhece Jimmy Hudson - o filho do Wolverine do universo Ultimate Marvel - quando a equipe é transferida para o Ultimate Universe por acidente. Ela e os All-New X-Men se juntam novamente com os Guardiões do Galaxy em busca do The Black Vortex, durante o qual Angel se submete ao Vortex e quase morre, mas em vez disso é concedido asas de luz dourada. Ela pergunta por que ele se colocou em perigo, e ele diz que queria se mudar para que ele não se transformasse em Arcanjo e que ele pudesse ficar para sempre desde que ele está apaixonado por ela.

### All-New Wolverine

X-23 como Wolverine em uma capa variante de All-New Wolverine #6. Arte de Emanuela Lupacchino

Em junho de 2015, foi anunciado que após o enraizamento de "Guerras Secretas" desse ano, o X-23 assumiria o manto de Wolverine, como personagem principal da série All-New Wolverine, do escritor Tom Taylor e do artista David López e vestindo um traje parecido com o de Wolverine. A série abre aproximadamente oito meses após "Guerras Secretas", e revela que seu fator de cura está funcionando normalmente novamente depois de ter sido drenado por Sifão no Nexus de Todas as Realidades.

## Outras versões

### Era de Apocalipse
Na edição comemorativa de 10 anos da serie ela aparece como uma filha de Wolverine, com Mariko Yashida, ela sofreu com vários experimentos do Senhor Sinistro.

## Em outras mídias

### Televisão
- X-23 aparece no episódio da Temporada 1 "Vidas roubadas" de Wolverine e os X-Men, no qual ela é retratada como muda, e com desejo de lutar contra Wolverine. Ela aparece mais tarde nos Episódios 25-26 no futuro como um dos quatro clones que ajudam Wolverine e Professor X contra Sentinelas. Wolverine, aparentemente, os encontrou congelados em uma instalação da Arma X.[59] Ela é dublada por Tara Strong.
- X-23 é mencionada brevemente no episódio de Esquadrão de Heróis "Double Negation in the World's End!". Mais tarde, ela fez uma aparição não falante no episódio "Too Many Wolverines!".

### Filme
- No filme animado diretamente em vídeo Hulk Vs. Wolverine, X-23 aparece como um bebê em aparência entre centenas de clones na Instalação de pesquisa da Arma X.
- | X-23                                                  | X-23                        |
| ----------------------------------------------------- | --------------------------- |
| Personagem de X-Men e Universo Cinematográfico Marvel |                             |
| Informações gerais                                    |                             |
| Primeira aparição                                     | Logan (2017)                |
| Última aparição                                       | Deadpool & Wolverine (2024) |
| Baseado em                                            | X-23, de Craig Kyle         |
| Interpretado por                                      | Dafne Keen                  |
| Dublador no Brasil                                    | Isabella Koppel             |
| Informações pessoais                                  |                             |
| Nome completo                                         | Laura Kinney                |
| Características físicas                               |                             |
| Espécie                                               | Mutante                     |
| Família e relacionamentos                             |                             |
| Parentes                                              | Logan (pai)                 | Laura / X-23 é interpretada por Dafne Keen no décimo filme da série de filmes X-Men, Logan, dirigido por James Mangold.[60] Em fevereiro de 2017, o produtor Simon Kinberg afirmou que a cena pós-créditos de X-Men: Apocalipse, na qual Essex Corporation adquire o sangue de James "Logan" Howlett / Wolverine, correlaciona-se com a forma como Transigen eventualmente adquire seu DNA e começa a criar clones para uso como armas.[61] Laura é representada como uma garota de 11 anos que foi criada a partir do DNA de Logan, tornando-se a filha biológica de Logan. Como resultado, herdou garras de osso de Logan e habilidade de cura avançada. Ela era uma das várias crianças mutantes que estava programada para terminar quando a Transigen criou X-24, um casal adulto de Wolverine que foi programado para ser leal ao Transigen. No entanto, uma enfermeira de Transigen, Gabriela, a ajudou a escapar. Mesmo com sua tenra idade, ela já é uma lutadora muito formidável; em várias ocasiões, ela enfrentou de uma só vez todo um desprendimento de Reavers. Com a ajuda de Logan, ela finalmente abriu caminho para um local remoto na fronteira entre os Estados Unidos (via Dakota do Norte) e Canadá escapando pela fronteira, embora Logan seja morto em batalha com o X-24 quando ele deliberadamente overdoses em uma droga projetada para estimular seu fator de cura enfraquecido para que ele possa lutar uma última vez.
- James Mangold afirmou que gostaria de ver X-23 aparecer nos futuros filmes X-Men, e que ele gostaria de estar envolvido de uma forma ou de outra, caso isso acontecesse. Kinberg também afirmou que os planos do estúdio para filmes futuros, de fato, incluem o X-23.[62] Em 24 de outubro de 2017, Mangold confirmou em uma entrevista ao The Hollywood Reporter que um roteiro para um filme Spin-off da X-23 estava em andamento, afirmando: "Estamos apenas trabalhando em um script". Ele também citou o sucesso da Warner Bros. no Universo Estendido DC e de Mulher Maravilha (2017) da DC Films como inspiração da 20th Century Fox. Foi então anunciado que o criador do X-23, Craig Kyle, estaria envolvido no spin-off solo ao lado de Mangold. Após a aquisição da 21st Century Fox pela The Walt Disney Company, todas as produções cinematográficas da 20th Century Fox foram canceladas, incluindo X-23 e outros filmes da série de filmes X-Men.
- Dafne Keen reinterpreta a personagem X-23 no filme do Universo Cinematográfico Marvel Deadpool & Wolverine, de 2024.

### Video games
- X-23 aparece na versão Game Boy Advance de X-Men: The Official Game como chefe. Ela aparece na instalação do Alkali Lake e corre para os X-Men na mesma sala em que Wolverine e Lady Letal derrubaram no filme X2. Esta versão do X-23 não tem memória de seu passado e está tentando se lembrar de quem ela é. Ela confunde as intenções dos X-Men de tentar ajudar a tentar sequestrá-la. Depois que ela é derrotada, Wolverine declara que o X-23 estará bem por conta própria, e eles se parecem amigáveis. Não se sabe se esta versão do X-23 tem apenas suas garras imbuídas de Adamantium, ou mudou para ter todo o esqueleto atado, semelhante a Lady Letal.
- X-23 aparece em Marvel vs. Capcom 3: Fate of Two Worlds[63] e Ultimate Marvel vs. Capcom 3 como personagem jogável. Tara Strong repete seu papel como a narração de seu personagem nesses jogos.[64][65] O seu traje DLC alternativo é a roupa original de X-Men: Evolution.
- X-23 aparece como um personagem desbloqueável em Marvel: Avengers Alliance.
- Vários cartões X-23 são apresentados em Marvel: War of Heroes, um RPG de cartão comercial para dispositivos móveis. Os cartões "X-23" e "Eliminador Clonado X-23" incorretamente colocam-na na facção do vilão, mas o mais novo "[Arma] X-23" classifica-a corretamente como um super-herói.
- X-23 faz uma aparição menor na obra de arte da mesa de Wolverine em Marvel Pinball.
- X-23 aparece em Marvel Heroes Online,[66] dublada por Tara Strong.[67]
- X-23 é um personagem jogável em Marvel Contest of Champions no seu traje de "All-New Wolverine".[68]